# Vorrkulten
Vorrkulten är ett berg i Antarktis. Det ligger i Östantarktis. Norge gör anspråk på området. Toppen på Vorrkulten är 2 165 meter över havet, eller 338 meter över den omgivande terrängen. Bredden vid basen är 3,5 km.
Terrängen runt Vorrkulten är platt åt nordväst, men åt sydost är den kuperad. Trakten är obefolkad. Det finns inga samhällen i närheten. 